# Bernhard Dorn
Pour les articles homonymes, voir Dorn.
Johannes Albrecht Bernhard Dorn (russifié en Борис Андреевич Дорн Boris Andreïevitch Dorn), né le 29 avril 1805 à Scheuerfeld (aujourd'hui dépendant de la municipalité de Cobourg) dans le duché de Saxe-Cobourg et mort le 31 mai 1881 à Saint-Pétersbourg, est un orientaliste allemand qui se mit au service de l'Empire russe.

## Biographie
Bernhard Dorn étudie d'abord la théologie à l'université de Halle et à l'université de Leipzig. Cette dernière était à l'époque la plus renommée d'Europe pour l'étude des langues orientales. Il s'oriente donc vers les langues orientales, en particulier l'hébreu biblique et le persan, et reçoit son habilitation en 1825, puis commence à enseigner. En 1827, il est appelé dans l'Empire russe à l'université de Kharkov pour y enseigner les langues orientales, mais il ne s'y rend qu'en 1829.
En 1835, il est nommé professeur d'histoire asiatique à la faculté des langues orientales de Saint-Pétersbourg, où il enseigne en particulier le sanscrit et le pachto. Il devient adjoint de l'Académie impériale des sciences en 1839 et membre effectif en 1842, puis directeur du musée Asiatique pendant une période exceptionnellement longue, de 1842 à 1881. En même temps, il est nommé Obersekretär (haut-secrétaire) de la Bibliothèque impériale publique.
Bernhard Dorn entreprend en 1860-1861 un voyage dans le Caucase, zone alors particulièrement dangereuse, jusqu'à Mazandaran et Giran au sud de la mer Caspienne, dont il revient avec quantité de documents de grande valeur scientifique. Il meurt le 31 mai 1881 à Saint-Pétersbourg en tant que sujet de l'Empire.

## Quelques publications
- Grammatische Bemerkungen über die Sprache der Afghanen (Saint-Pétersbourg 1845),
- A chrestomathy of the Pushtu (Saint-Pétersbourg 1847)
- History of the Afghans, translated from the Persian of Neamet-Ullah (Londres 1829-36, 2 vol.)
- Mohammedanische Quellen zur Geschichte der südlichen Küstenländer des Kaspischen Meers (Saint-Pétersbourg 1850-58, 4 parties). Il étudie dans ce cadre les manuscrits de l'historien perse Sayyed Zahiruddin Mar'ashi (1413-1488)
- Beiträge zur Kenntnis der iranischen Sprachen. Masenderanisch ( (Saint-Pétersbourg 1860-66, parties 1 et 2)
- Beiträge zur Geschichte der kaukasischen Länder und Völker aus morgenländischen Quellen, in Mémoires de l'Académie impériale des sciences de Saint-Pétersbourg, vol. 5-7 (1845-48)
- Caspia. Über die Einfälle der alten Russen in Taberistan (Saint-Pétersbourg 1875)
- Das Asiatische Museum der kaiserlichen Akademie der Wissenschaften (Saint-Pétersbourg 1846)
- Catalogue des manuscrits et xylographes de la bibliothèque impériale publique (Saint-Pétersbourg 1852)

En outre Bernahrd Dorn fait paraître dans les Mémoires ou le Bulletin de l'Académie impériale des sciences de Saint-Pétersbourg des traductions critiques de textes persans et des notes historiques, géographiques, numismatiques, etc. sur l'Orient mahométan.